# Pisagua
Koordinaten: 19° 36′ S, 70° 13′ W
Pisagua ist ein Fischerhafen in der Kommune Huara, der Región de Tarapacá, im Norden Chiles. Der Ort liegt ca. 50 km westlich der Panamericana und wird nur selten von öffentlichen Verkehrsmitteln angefahren.

## Geschichte
Pisagua war ursprünglich einer der Hauptausfuhrhäfen für Salpeter. Mit dem Ende des Bergbaues begann der Niedergang der Stadt. Heute leben nur noch circa 300 Menschen in der weitgehend verödeten Stadt, an deren einstige Blütezeit noch das erhaltene, aus Holz erbaute Stadttheater erinnert. Die Energieversorgung der Stadt erfolgt nur noch über Notstromaggregate. Tourismus gibt es praktisch nicht, trotz des weiten Pazifikstrandes.
Die Stadt wurde am 2. November 1879 während des Salpeterkriegs von chilenischen Truppen erobert und ging nach dem Vertrag von Ancón 1883 von Peru an Chile. Eine nationale Gedenkstätte erinnert an dieses Ereignis.
Wegen ihrer Lage am Rande der Atacamawüste und der großen Entfernung zu anderen Städten wurde die Region um Pisagua mehrfach zur Anlage von Gefangenenlagern genutzt. Während des Salpeterkriegs waren dort peruanische Kriegsgefangene interniert. 1946 richtete der chilenische Präsident Gabriel González Videla erstmals ein Konzentrationslager für politische Gegner ein. Zu Beginn der Militärdiktatur in Chile befand sich 1973 und 1974 in Pisagua ein Konzentrationslager, in dem zahlreiche politische Gegner des Pinochet-Regimes gefangen gehalten und gefoltert wurden.

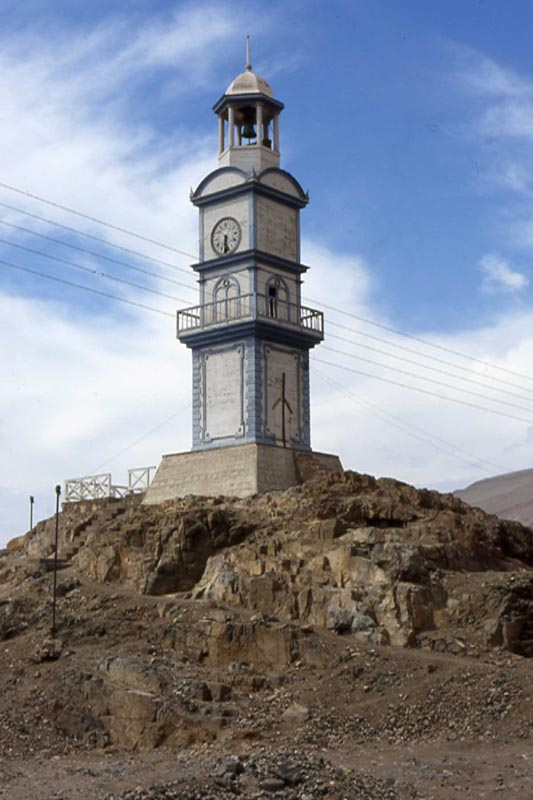
Wahrzeichen des Ortes – der Glockenturm

## Bauwerke
Mit Ausnahme des Glockenturmes von Pisagua, welcher als „Nationales Monument“ geschützt ist, ist die historische Bausubstanz des Ortes extrem gefährdet (insbesondere das Theater) oder schon weitgehend verschwunden. Die ehemalige Größe der Stadt von mehreren zehntausend Einwohnern ist heute nicht mehr erkennbar. Der Ort wirkt eher wie ein kleines Fischerdorf.

## Sonstiges
Die Stadt war Namensgeber des Segelschiffs Pisagua der deutschen Reederei Ferdinand Laeisz. Es handelte sich dabei um eines der seinerzeit berühmten Flying-P-Liner, zu denen auch die Passat und die Pamir gehörten.

## Bildergalerie

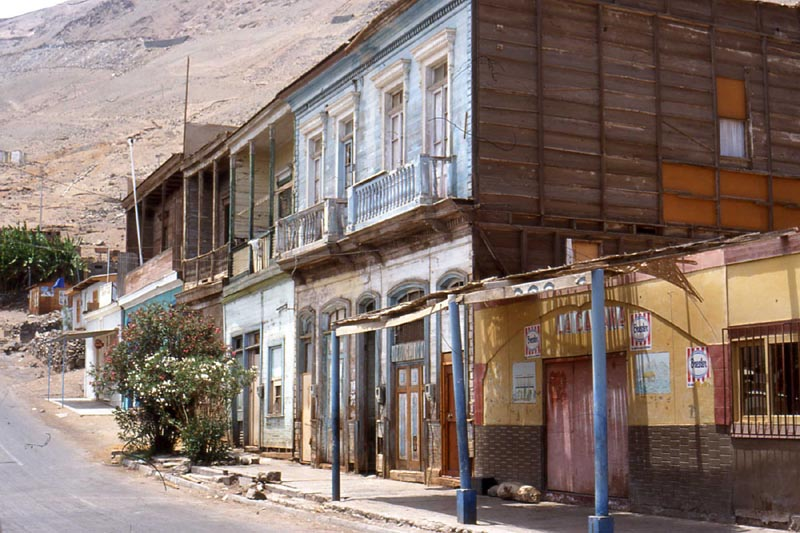
Verlassene Häuser in Pisagua
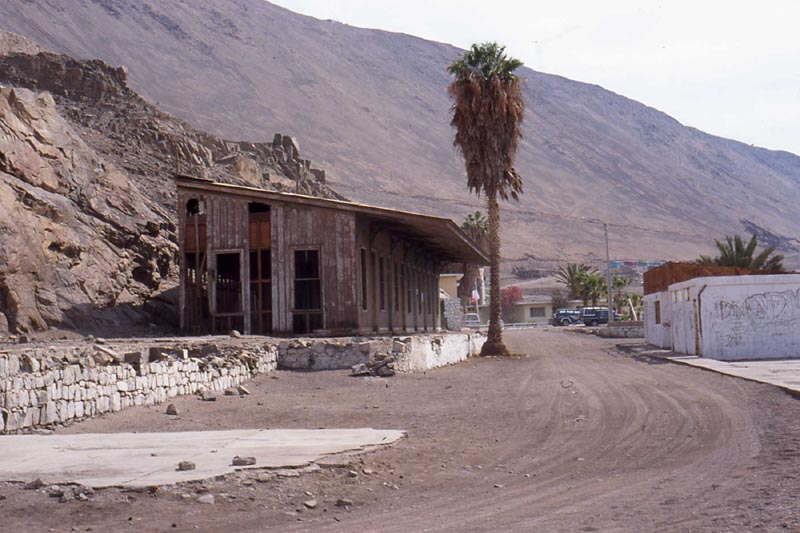
Ehemaliger Bahnhof – rechts Reste des Konzentrationslagers
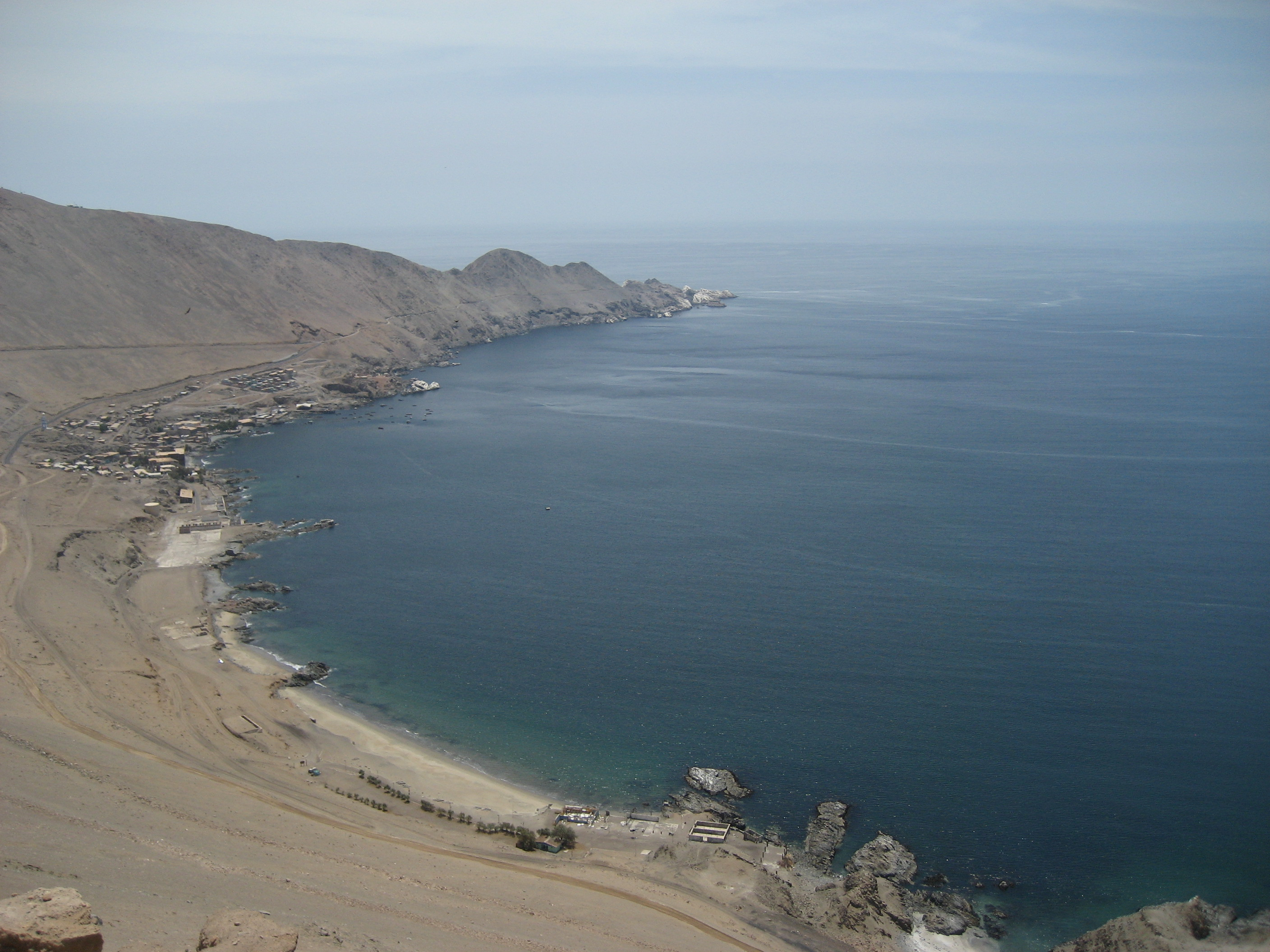
Punta Pichalo
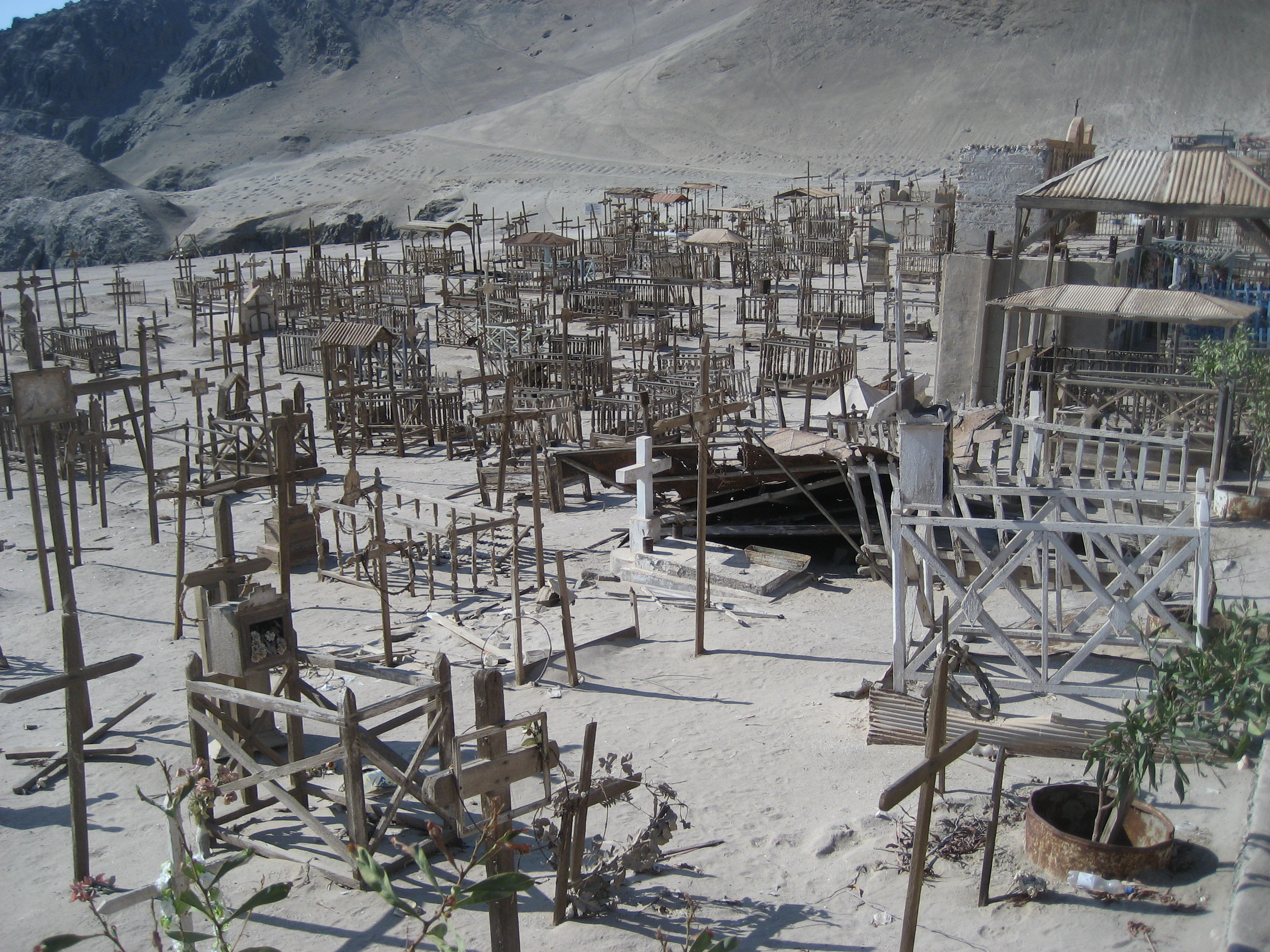
Alter Friedhof
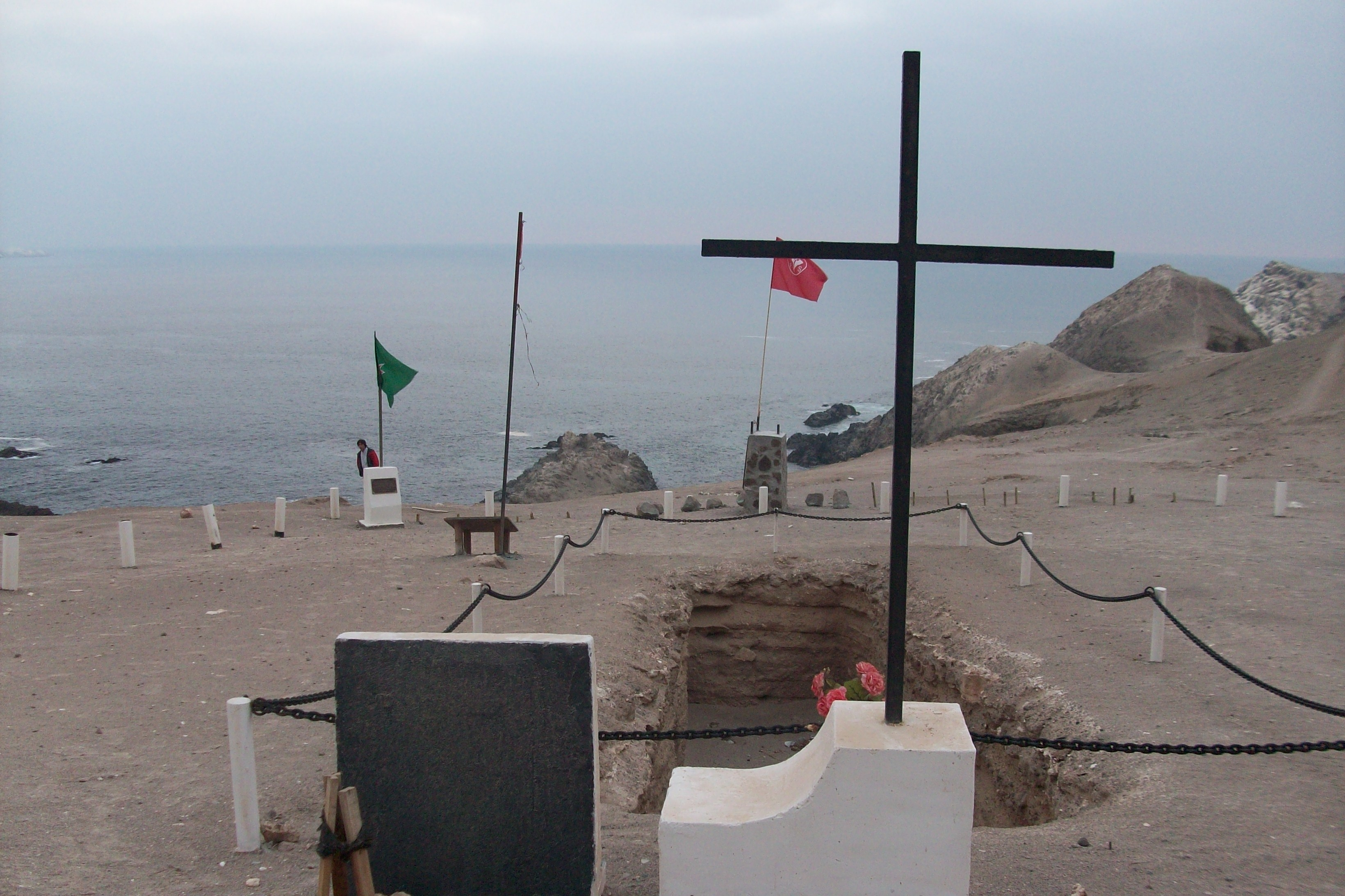
Gedenkstätte Pisagua, 2007